# حسین امیری خامکانی
حسین امیری خامکانی (زادهٔ ۱۳۳۷ در روستای خانمکان زرند) نمایندهٔ حوزهٔ انتخابیه زرند و کوهبنان در دورهٔ ششم، هفتم، هشتم، نهم و دهم مجلس شورای اسلامی بوده‌است.